# The Noose
Pour le film d'Edmond T. Gréville, voir Noose.
Pour plus de détails, voir Fiche technique et Distribution.
The Noose est un film américain réalisé par John Francis Dillon, sorti en 1928.

## Synopsis
Un gouverneur est victime de chantage de la part d'un escroc qui connaît le passé de son épouse.

## Fiche technique
- Titre : The Noose
- Réalisation : John Francis Dillon
- Scénario : H. H. Van Loan, Garrett Graham et James T. O'Donohoe d'après la pièce de Willard Mack et H. H. Van Loan
- Production : Henry Hobart (en)
- Photographie : James Van Trees
- Costumes : Max Rée
- Montage : Jack Dennis
- Pays de production : États-Unis
- Format : Noir et blanc - 1,33:1 - Film muet
- Genre : Drame
- Durée : 65 minutes
- Date de sortie : 1928

## Distribution
- Richard Barthelmess : Nickie Elkins
- Montagu Love : Buck Gordon
- Robert Emmett O'Connor : Jim Conley
- Jay Eaton : Tommy
- Emile Chautard : le prêtre
- Yola d'Avril : la fille du cabaret
- Will Walling : le directeur
- Ed Brady : Seth McMillan

Acteurs non crédités
- Ivan Linow : un condamné à mort
- Monte Montague : un garde